# Julija Os'mak
Julija Vladyslavivna Os'mak (in ucraino Юлія Владиславівна Осьмак?; Kiev, 6 marzo 1998) è una scacchista ucraina, maestro internazionale.
Plurimedagliata alle Olimpiadi degli scacchi e campionessa ucraina nel 2017.

## Carriera
Si mette in mostra all'età di 12 anni nel 2010 quando vince il campionato del mondo giovanile di Porto Carras nella categoria under 12 femminile, totalizzando 9 punti su 11 turni. Arriverà a pari merito con la pluricampionessa del mondo giovanile indiana Ivana Maria Furtado, ma con un migliore spareggio tecnico.
Nel 2017 in dicembre vince per la prima volta il campionato nazionale femminile tenutosi a Žytomyr. Nel torneo chiuso a 10 partecipanti realizzerà il punteggio di 7 punti su 9.
Nel 2018 in aprile si piazza all'undicesimo posto all'Europeo femminile di Vysoké Tatry, realizzando il punteggio di 7,5 su 11. Fra settembre e ottobre partecipa alle Olimpiadi di Batumi con la squadra ucraina giocando come prima riserva. Con la squadra olimpica vincerà la medaglia d'argento, realizzando il punteggio individuale di 4,5 su 6.
Nel 2021 in luglio partecipa alla prima edizione della Coppa del Mondo femminile, dove viene eliminata al secondo turno dal maestro internazionale Batkhuyagiin Möngöntuul, dopo aver eliminato al primo turno il maestro internazionale femminile algerino Amina Mezioud. In agosto dopo aver comandato per diversi turni la classifica dell'Europeo femminile, in seguito a una patta con la connazionale Natalija Buksa, viene sorpassata al penultimo turno dal grande maestro armeno Elina Danielyan, dovendosi accontentare del secondo posto.
Nel 2022 vince le Olimpiadi di Chennai con la nazionale femminile dell'Ucraina, venendo impiegata nuovamente in prima scacchiera di riserva e il Campionato italiano a squadre femminile di Montesilvano, con Caissa Italia Pentole Agnelli di Bologna, dove viene schierata in prima scacchiera. Con la compagine bolognese partecipa anche al CISF 2023 e 2024, nel quale ottiene due volte il secondo posto.

## Controversie
Nel marzo del 2021 partecipa al torneo rapid individuale femminile della prima edizione online dei Campionati del Mondo Universitari organizzati dalla FIDE, vincendo il titolo con il punteggio di 4,5 punti su 5. Due giorni dopo il punteggio della Os'mak viene azzerato e il titolo le viene revocato dal Fair Play Panel, una commissione della federazione internazionale che ha lo scopo di salvaguardare i tornei online da pratiche irregolari. L'algoritmo della commissione avrebbe registrato una qualità delle mosse superiori al livello della giocatrice in quel periodo. Tuttavia tale procedura non è in grado di dimostrare con certezza la condotta scorretta, per tale motivo l'annullamento del torneo della Os'mak non ha comportato una squalifica per cheating.